# C2P
C2P, расшифровывается как тягач 2-тонный польский (пол. ciągnik 2-tonowy polski) — польский артиллерийский гусеничный тягач, один из самых массовых тягачей, произведённых в Польше.

## История
Гусеничный тягач C2P был создан инженерами из Технического Исследовательского Бюро Бронированных Вооружений Я. Лапужевским и А. Шмидтом. Это была улучшенная версия тягача C2T. В его основе находилось шасси танкетки TKS. Первая партия была выпущена в 1937 году и состояла из 196 машин. Вторая партия полностью не была выпущена ввиду начавшейся войны.

## Использование
Основной задачей тягача C2P была перевозка 75-мм полевой пушки wz.1897, но возил различные лёгкие орудия (особенно Bofors wz. 36). Также он использовался для перевоза боеприпасов. В 1938 году на тягач было установлено артиллерийское орудие, что привело к рождению так и не законченного проекта САУ TKS-D.

## Сохранившиеся экземпляры
Несколько экземпляров, сохранившихся до наших дней, находятся в нескольких музеях военной техники: в Арлоне (Бельгия), в Варшаве и в Оберне (США, штат Индиана).